# Stade Olympique de Chamonix
Stade Olympique de Chamonix är en ridsportarnena i Chamonix, Frankrike. Här hölls invignings- och avslutningsceremonierna vid olympiska vinterspelen 1924 samt längdskidåkning, curling, konståkning, ishockey, militärpatrull, och längdskidmomentet vid de nordiska kombinationstävlingarna, och hastighetsåkning på skridskor. Arenan tar 45 000 åskådare.